# Virenque
Virenque – rzeka we Francji, przepływająca przez tereny departamentów Aveyron, Hérault oraz Gard, o długości 24,6 km. Stanowi dopływ rzeki Vis.

## Geografia
Rzeka ma długość 24,5 km. Swoje źródło ma w Sewennach na południowy zachód od góry Mont Aigoual niedaleko Rocher de Saint-Guiral. Uchodzi do Vis w pobliżu Vissec.

## Dopływy
- Ruisseau le Burle du Jaoul (lub Ruisseau le Burle) – lewy dopływ o długości 10,3 km w gminach Sauclières i Saint-Jean-du-Bruel
- Ruisseau de Sorbs (lub Ruisseau des Mourgues) – lewy dopływ o długości 7,5 km w gminach Sorbs i Vissec
- Valat de Boutereille – lewy dopływ o długości 2,8 km w gminie Vissec